# Sunisa Khotseemueang
Sunisa Khotseemueang (* 8. April 1993 in Khon Kaen) ist eine thailändische Leichtathletin, die sich auf den Siebenkampf spezialisiert hat.

## Sportliche Laufbahn
Ihren ersten internationalen Wettkampf bestritt Sunisa Khotseemueang bei den Juniorenasienmeisterschaften 2010 in Hanoi, bei denen sie mit 4551 Punkten die Silbermedaille hinter der Taiwanerin Chu Chia-ling gewann. Im Jahr darauf wurde sie bei den Südostasienspielen in Palembang mit 4840 Punkten Vierte und 2012 gewann sie bei den Juniorenasienmeisterschaften in Colombo mit 4902 Punkten erneut die Silbermedaille; diesmal hinter der Inderin Purnima Hembram. 2013 gewann sie bei den Südostasienspielen in Naypyidaw mit 5152 Punkten die Bronzemedaille hinter ihrer Wassana Winatho und Narcisa Atienza von den Philippinen. 2015 siegte sie dann bei den Südostasienspielen in Singapur mit 5396 Punkten, wie auch bei den Spielen zwei Jahre darauf in Kuala Lumpur mit 5430 Punkten. Anfang September gewann sie bei den Asian Indoor & Martial Arts Games in Aşgabat mit 3903 die Bronzemedaille im Hallenfünfkampf hinter Hembram und ihrer Landsfrau Winatho. 2018 nahm sie erstmals an den Asienspielen in Jakarta teil und konnte ihren Wettkampf nach dem ersten Tag nicht beenden. 2019 gewann sie bei den Südostasienspielen in Capas mit 4730 Punkten die Bronzemedaille hinter der Philippinerin Sarah Dequinan und Norliyana Kamaruddin aus Malaysia. 2023 musste sie ihren Wettkampf bei den Südostasienspielen in Hanoi vorzeitig beenden und im Jahr darauf gewann sie bei den Südostasienspielen in Phnom Penh mit 5253 Punkten die Bronzemedaille hinter der Vietnamesin Nguyễn Linh Na und Sarah Dequinan von den Philippinen. Anschließend musste sie ihren Wettkampf bei den Asienmeisterschaften in Bangkok vorzeitig beenden. Im Oktober wurde sie bei den Asienspielen in Hangzhou mit 4708 Punkten Zehnte.
2016 wurde Khotseemueang Thailändische Meisterin im Siebenkampf sowie 2021 im Weitsprung.

## Persönliche Bestleistungen
- Weitsprung: 6,03 m (+0,8 m/s), 22. Februar 2017 in Nakhon Ratchasima
- Siebenkampf: 5430 Punkte, 25. August 2017 in Kuala Lumpur
  - Fünfkampf (Halle): 3903 Punkte, 18. September 2017 in Aşgabat